# Cerodontha zoerneri
Cerodontha zoerneri är en tvåvingeart som beskrevs av Nowakowski 1972. Cerodontha zoerneri ingår i släktet Cerodontha och familjen minerarflugor. Inga underarter finns listade i Catalogue of Life.